# 苯磺酸
苯磺酸（benzenesulfonic acid），化学式C6H5SO3H，是一种芳香强酸。它可以由苯在浓硫酸作用下发生磺化反应制得。用于制取苯酚、间苯二酚，也用作酯化反应和脱水反应中的催化剂。

## 製劑
无色片状或针状晶体，有强酸性，易溶于水、乙醇，微溶于苯，难溶于二硫化碳和乙醚。